# Dr. Max România
Dr. Max România este deținut de Dr. Max Group și oferă servicii integrate de import, distribuție și retail produse farmaceutice.

## Istoric
Dr. Max a intrat pe piața românească în 2017, prin preluarea farmaciilor Arta, iar în 2018 a achiziționat grupul A&D Pharma,  care deținea rețelele Sensiblu și Punkt. În prezent, Dr. Max deține peste 950 de farmacii în România, alături de divizia de distribuție Mediplus, consolidându-și astfel poziția pe piața locală.

## Despre Dr. Max România
Sediul central al Dr. Max România este situat în București, la adresa Strada Jiului nr. 8, clădirea A, J8 Office Park.
Dr. Max România își desfășoară activitatea printr-o rețea de specialiști formată din peste 6.000 de angajați, care susțin misiunea companiei de a oferi soluții farmaceutice accesibile.
Rețeaua Dr. Max România include 950 de locații fizice, consolidându-și astfel prezența pe piața farmaceutică națională.